# Bitwa pod Chalai
Bitwa pod Chalai - starcie, między siłami rządowymi Sri Lanki a bojownikami Tygrysów Wyzwolenia Tamilskiego Ilamu (LTTE), o przejęcie kontroli nad miejscowością Chalai, będącą ostatnią bazą rebeliantów w północnej części Ilamu.

## Bitwa
Po pięciu dniach intensywnej walki, 55 Dywizja piechoty kierowana przez brygadiera Prasanna Silva, przejęła kontrolę nad ostatnim przyczółkiem Tamilskich Tygrysów w tej części wyspy. 
Co najmniej kilkunastu liderów rebeliantów zostało zabitych w końcowej fazie bitwy.
W wyniku przegranej bitwy obszar kontrolowany przez LTTE zmniejszył się o 200 kilometrów kwadratowych.